# تورنتو
تورنتو (به انگلیسی: Toronto) مرکز استان انتاریو و پرجمعیت‌ترین شهر کانادا است.
با جمعیت ۲٬۷۳۱٬۵۷۱ نفر در سال ۲۰۱۶، تورنتو چهارمین شهر پرجمعیت آمریکای شمالی پس از مکزیکو سیتی، نیویورک و لس آنجلس است.
شهر تورنتو یکی از مراکز عمده مهاجرین ایرانی در کشور کانادا می‌باشد. طبق سرشماری سال ۲۰۲۱ کانادا،  ۳۷٬۸۹۵ ایرانی در شهر تورنتو ساکن است که بالاتر از مونترال و ونکوور، پرتعدادترین شهر ایرانی نشین کانادا به شمار می رود.

## تاریخچه

### پیش از ۱۸۰۰ میلادی
زمانی که اروپایی‌ها برای اولین بار وارد منطقه کنونی تورنتو شدند، قبیله هورون در آن منطقه ساکن بود. نام تورنتو از کلمه تکارونتو در زبان ایروکوا گرفته شده و به معنای «محلی که درختان بر روی آب ایستاده‌اند» است.. در زبان محلی نام این شهر کوتاهتر و به صورت ترانو /təˈɹɒnoʊ/ تلفظ میگردد.

## جغرافیا و جمعیت
این شهر در منطقهٔ جنوب انتاریو و در شمال‌غرب دریاچهٔ انتاریو قرار دارد. تورنتو با جمعیتی بیش از ۲٫۵ میلیون نفر، پنجمین شهر آمریکای شمالی از حیث جمعیت است و ناحیهٔ شهری تورنتو با جمعیتی بیش از ۵ میلیون نفر، هفتمین ناحیهٔ شهری پرجمعیت آمریکای شمالی محسوب می‌شود. تورنتو قلب منطقهٔ تورنتوی بزرگ که به اختصار GTA یاد می‌شود است و بخشی از ناحیهٔ متراکم نعل اسب طلایی با جمعیتی بیش از ۸٫۱ میلیون نفر است که ۲۵ درصد از جمعیت کانادا را تشکیل می‌دهد. طبق سرشماری سال ۲۰۰۶، ناحیهٔ شهری تورنتو دارای ۵٬۱۱۳٬۱۴۹ نفر جمعیت و تورنتوی بزرگ دارای ۵٬۵۵۵٬۹۱۲ نفر جمعیت بوده‌است.

### مناطق ایرانی نشین تورنتو
عمدتاً در منطقه یورک شمالی (North York) که شامل خیابان های فینچ (Finch) دروری (Drewry) شپرد (Sheppard) و... در شهر تورنتو بعضا و مخصوصا در یورک شمالی، مغازه ها و پلازاهای ایرانی زیادی وجود دارند و حتی چند ده پلازا مختص ایرانیان فقط در منطقه یورک شمالی وجود دارند.

### دین و مذهب
| دین در تورنتو (سرشماری ۲۰۲۱) | دین در تورنتو (سرشماری ۲۰۲۱) | دین در تورنتو (سرشماری ۲۰۲۱) | دین در تورنتو (سرشماری ۲۰۲۱) | دین در تورنتو (سرشماری ۲۰۲۱) |
| ---------------------------- | ---------------------------- | ---------------------------- | ---------------------------- | ---------------------------- |
| دین                          | دین                          |                              | درصد                         | درصد                         |
| مسیحی                        | مسیحی                        |                              | ۴۶٫۲٪                        | ۴۶٫۲٪                        |
| بی‌دینی                       | بی‌دینی                       |                              | ۳۰٫۶٪                        | ۳۰٫۶٪                        |
| اسلام                        | اسلام                        |                              | ۹٫۶٪                         | ۹٫۶٪                         |
| هندو                         | هندو                         |                              | ۶٫۲٪                         | ۶٫۲٪                         |
| یهودیت                       | یهودیت                       |                              | ۳٫۶٪                         | ۳٫۶٪                         |
| بودایی                       | بودایی                       |                              | ۲٫۳٪                         | ۲٫۳٪                         |
| سیک                          | سیک                          |                              | ۰٫۸٪                         | ۰٫۸٪                         |

## اقتصاد

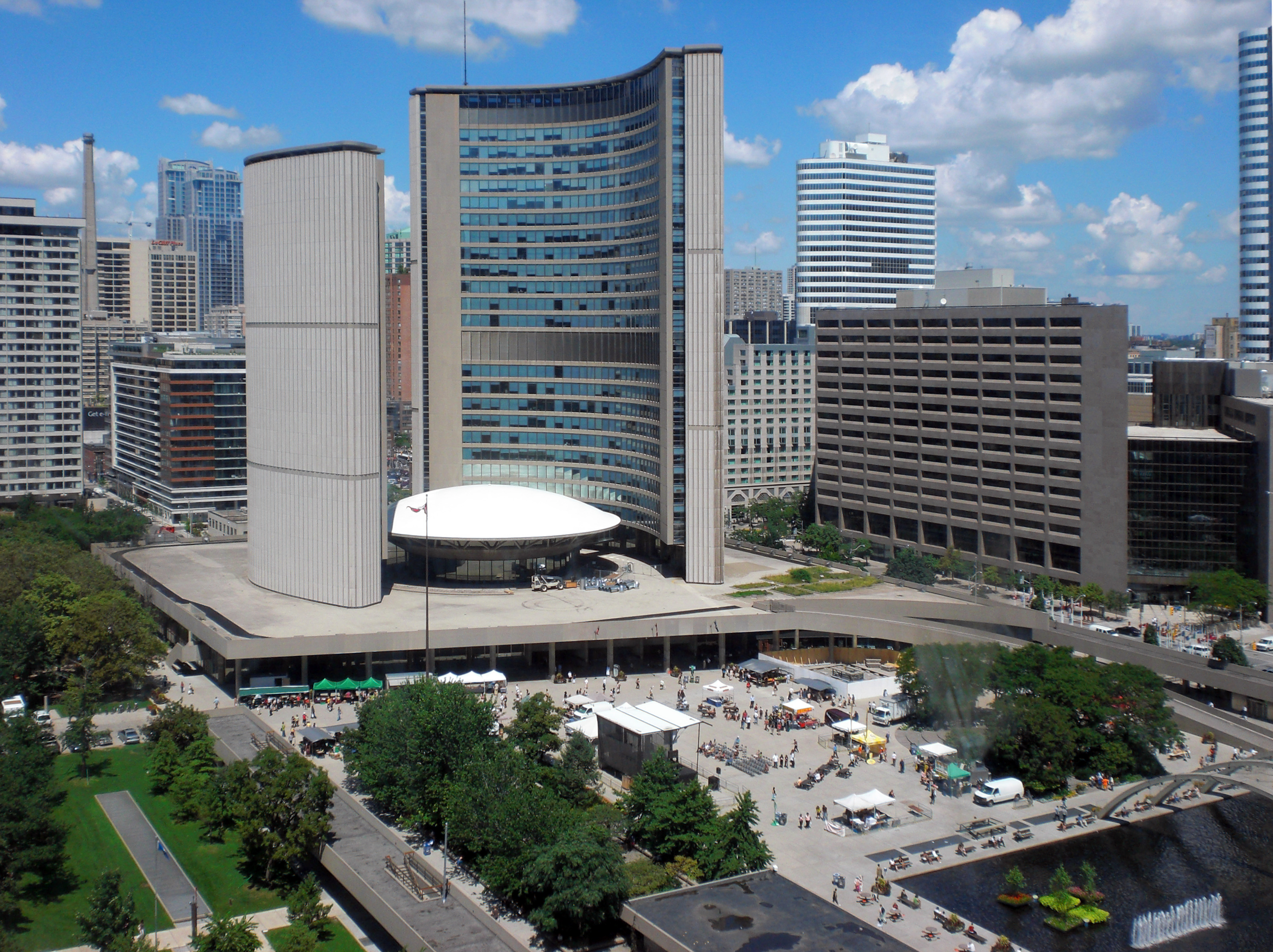
شهرداری تورنتو

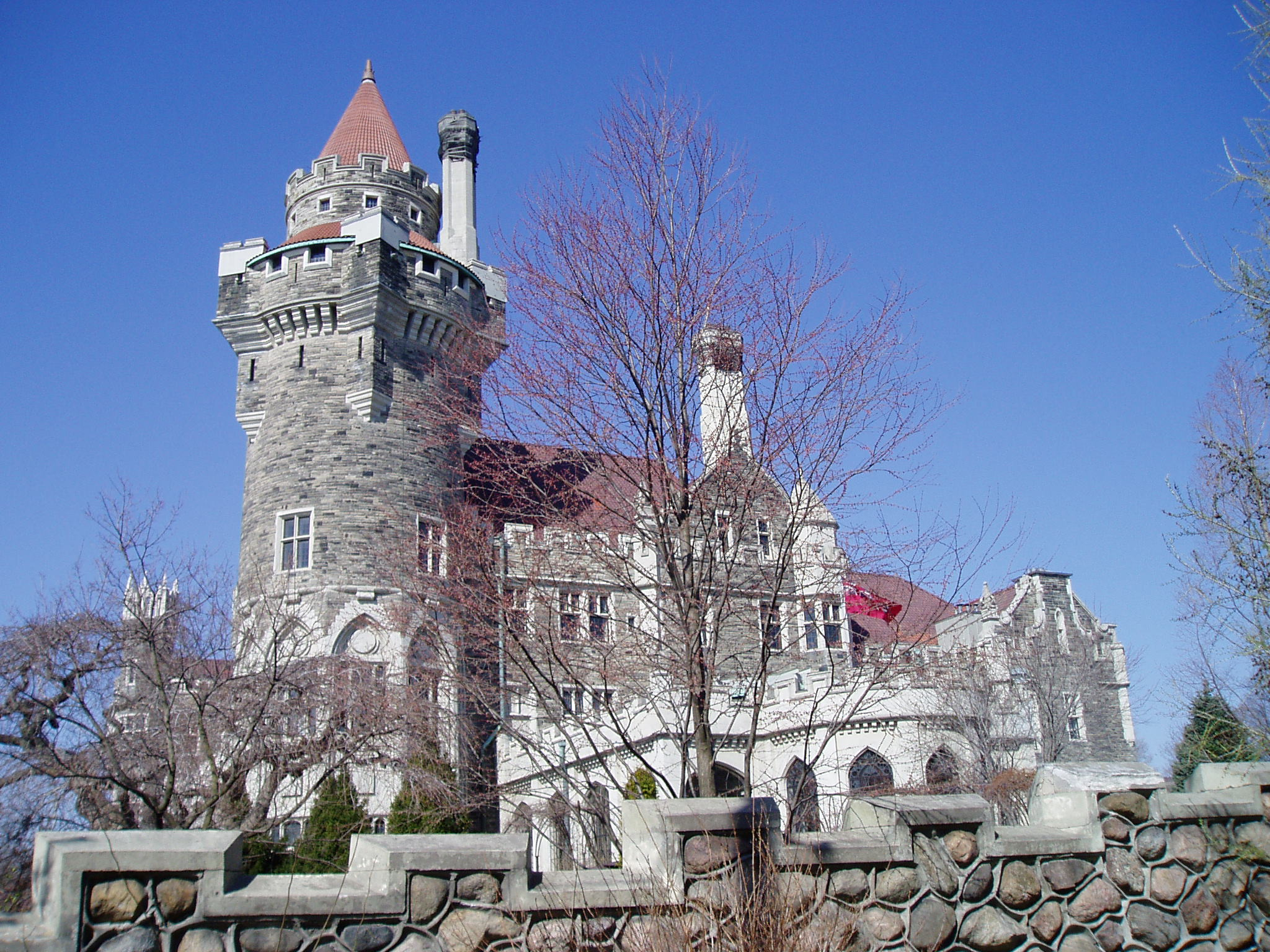
کاسالوما

تورنتو به عنوان پایتخت اقتصادی کانادا و یکی از مراکز اقتصادی بزرگ جهان، یک شهر جهانی محسوب می‌شود. بازار بورس تورنتو هفتمین بازار بورس بزرگ دنیا از حیث ارزش بازار است. در تورنتو بیش از هر شهر دیگری در کانادا، شرکت‌های بزرگ حضور دارند؛ همچنین این شهر مقر پنج بانک بزرگ کانادا است. تورنتو توسعه‌دهندهٔ بخش‌های اقتصادی شامل امور مالی، خدمات تجاری، ارتباطات، هوافضا، حمل و نقل، رسانه، هنر، فیلم، ساخت برنامه‌های تلویزیونی، انتشارات، تولید نرم‌افزار، تحقیقات پزشکی، آموزش، گردشگری، مهندسی و صنایع ورزشی است.
مطابق با اعلان مجله فوربز، تورنتو یکی از ده شهر قدرتمند اقتصادی جهان و یکی از شهرهای به سرعت در حال رشد در میان کشورهای جی۷ است. همچنین پرایس واتر هاوس کوپرز این شهر را دومین کلان‌شهر قدرتمند جهان اعلام کرده‌است. در فهرست 2thinknow در بین نوآوران اقتصادی، تورنتو جایگاه دوازدهمین شهر در جهان و چهارمین شهر در قارهٔ آمریکا را به خود اختصاص داده‌است علاوه بر این تورنتو توسط واحد اطلاعات اقتصادی و مرسر به عنوان یکی از شهرهای قابل سکونت جهان معرفی شده‌است. همچنین در میان شهرهای کانادا در سال ۲۰۰۶، تورنتو از حیث بالابودن هزینه‌های زندگی رتبه اول را به‌دست آورد.

## مترو

نقشه متروی تورنتو TTC 2017

متروی تورنتو در سال ۱۹۵۴ تأسیس شده و هم‌اکنون دارای ۴ خط و ۶۹ ایستگاه است.

## جاذبه‌های گردشگری اصلی تورنتو
- برج ملی کانادا (برج سی‌ان) معروف‌ترین جاذبه توریستی تورنتو برج ملی کاناداست. این برج ۵۵۳ متری دومین سازه بلند جهان است.
- استادیوم‌های ورزشی: مرکز راجرز نخستین ورزشگاه دنیاست که مجهز به سقف کاملاً جمع شدنی است. در حال حاضر این استادیوم، ورزشگاه خانگی تیم بیس بال تورنتو بلو جیز می‌باشد. ایر کانادا سنتر که در نزدیکی مرکز راجرز قرار گرفته‌است خانه تیم هاکی روی یخ تورنتو میپل لیفز می‌باشد.
- «تورنتو سیتی هال» (شهرداری تورنتو) با سبک مدرن خود یکی از نشانه‌های متمایز تورنتو محسوب می‌شود.
- میدان یانگ–داندس این میدان نزدیک ایتون سنتر که یکی از مراکز خرید اصلی تورنتو است قرار گرفته‌است.
- جزایر تورنتو، بخشی از بزرگترین جامعه شهری فاقد اتومبیل در شمال آمریکا است. این جزایر توسط کشتی قابل دسترسی هستند.
- قدیمی‌ترین کلیساهای تورنتو: کلیسای جامع ارتدکس صربستان سنت مایکل (تورنتو) و کلیسای جامع سنت جیمز (تورنتو) که هر دو در خیابان چرچ واقع شده‌اند قدیمی‌ترین کلیساهای تورنتو می‌باشند.
- قلعه کاسا لوما واژه‌ای اسپانیایی به معنای «خانه روی تپه» است. این قلعه در جاده اسپاداینا قرار دارد.
- موزه سلطنتی انتاریو، بزرگترین موزه فرهنگ جهان و تاریخ طبیعی در کانادا است.
- سن لورنس مارکت، اولین بازار تورنتو که بزرگترین بازار سرپوشیده کاناداست.
- تالار افتخارات هاکی، یک تالار بسیار بزرگ، قدیمی و بزرگ در قلب مرکز شهر که افتخارات هاکی تورنتو را به نمایش می گذارد.
- گالری هنر انتاریو، یکی از بزرگترین موزه‌های هنری در شمال آمریکا است.
- باغ‌وحش تورنتو، سومین باغ‌وحش بزرگ جهان است.
- ساختمان قانونگذاری انتاریو (پارلمان انتاریو)، یک ساختمان قدیمی و بسیار بزرگ که محل پارلمان و قانونگذاری برای ایلت انتاریوی کاناداست.

## شهرهای دوست و خواهر خوانده
| کشور                | شهر       | استان / منطقه | تاریخ |
| ------------------- | --------- | ------------- | ----- |
| چین                 | چونگ‌کینگ  | جنوب غربی چین | ۱۹۸۶  |
| ایالات متحده آمریکا | شیکاگو    | ایلی‌نوی       | ۱۹۹۱  |
| آلمان               | فرانکفورت | هسن           | ۱۹۸۹  |
| ایتالیا             | میلان     | لومباردی      | ۲۰۰۲  |

| کشور    | شهر        | استان / منطقه | تاریخ |
| ------- | ---------- | ------------- | ----- |
| ویتنام  | هوشی‌مین    | جنوب ویتنام   | ۲۰۰۶  |
| اوکراین | کیف        | استان کیف     | ۱۹۹۱  |
| اکوادور | کیتو       | پیچینچا       | ۲۰۰۶  |
| ژاپن    | ساگامیهارا | کانتو         | ۱۹۹۱  |
| لهستان  | ورشو       | مازوویا       | ۱۹۹۰  |